# Nordafrikansk borstekorre
Nordafrikansk borstekorre (Atlantoxerus getulus) är en art i ekorrfamiljen som förekommer i Marocko och Algeriet. Arten är ensam i släktet Atlantoxerus.
Djuret liknar arter i släktet Xerus men pälsen är inte lika styv. Kroppslängden (huvud och bål) är 16 till 22 centimeter och därtill kommer en ungefär lika lång svans. Vikten ligger på 300 gram. Pälsens färg är gulbrun till mörkgrå och på varje sida av kroppen finns en längsgående vit strimma. Dessutom finns ibland en ljus strimma på ryggens mitt men den är ofta otydlig.
Det är inte mycket känt om levnadssättet. Nordafrikansk borstekorre bildar grupper. Djuret lever i Atlasbergen upp till 4 000 meter över havet. Den bygger bon under jorden bland stenarna. Individerna är vanligen aktiva vid skymningen och gryningen. De livnär sig främst av frön och frukter från arganträdet (Argania spinosa). Individernas revir är inte avgränsade mot varandra och ibland delar flera honor samma bo.
Parningen sker under en månad mellan april och juli beroende på höjd över havet. Vid goda förhållanden kan honan ha en andra kull något senare under samma år. Ungarna är vid födelsen bra utvecklade. De diar sin mor cirka två veckor. Cirka en månad efter födelsen blir ungarna självständiga. I fångenskap kan arten leva tio år.
Arten infördes av människan på Fuerteventura. I engelska beskrivningar av ön kallas de ibland för chipmunks. Namnet syftar egentligen på släktet jordekorrar (Tamias) som inte är nära släkt med nordafrikansk borstekorre.